# Sandro Botticelli
Sandro Botticelli (născut Alessandro di Mariano Filipepi, n. 1 martie 1445, Florența – d. 17 mai 1510, Florența) a fost un pictor italian, unul din cei mai mari reprezentanți ai Renașterii italiene.
Frumusețea și grația figurilor create de el, precizia liniilor și redarea mișcării fac din lucrările sale o operă ce simbolizează pictura epocii. Caracteristic artei lui Botticelli este și faptul că figurile pictate de el exprimă profunde sentimente umane. Personajele sale cu chipuri ușor melancolice au, în general, o expresie visătoare, Botticelli ne apare ca un cercetător atent al sufletului omenesc. Operele sale, inspirate de teoriile neoplatonice ale lui Marsilio Ficino, animator al "Academiei Florentine", atestă sensibilitatea deosebită și bogata viață lăuntrică a artistului. 

## Viața și opera
Sandro Botticelli s-a născut în anul 1445 la Florența. A fost al patrulea fiu al soților Mariano și Esmeralda Filipepi. Cartierul din jurul Bisericii Ognissanti, locul unde locuia familia Filipepi, era un cartier locuit în special de meșteșugari. Mariano Filipepi este tăbăcar, porecla celui mai mare dintre frații Filipepi este "Botticello" ("butoiaș"), de aici numele de mai târziu al pictorului. Unul din frații săi, Antonio, e aurar și gravor, iar tânărul Sandro își însușește primele cunoștințe de desen sub supravegherea lui. Așa cum scrie Giorgio Vasari, între aurari și pictori legăturile erau strânse, în ciuda creșterii rapide a popularității sale ca pictor, Sandro Botticelli a rămas mereu puternic legat de meșteșugari. În 1464 Botticelli a fost primit în atelierul maestrului Fra Filippo Lippi și lucrează ca ucenic la pictarea frescelor catedralei de la Prato. Când Fra Filippo Lippi pleacă la Spoleto, Botticelli este găzduit la reședința din Via Nuova a bogatei familii Vespucci - apropiată de familia Medici - unde va lucra până la sfârșitul vieții. Prin anii 1467-1468 frecventează atelierul pictorului și sculptorului florentin Andrea del Verrocchio. Este perioada când execută primele sale lucrări independente (de ex.: Madona cu pruncul, 1469).
Are abia 25 de ani când, în 1470, deschide propriul său atelier. Curând îi devine elev Filippino Lippi, fiul lui Fra Filippo Lippi. În același an, Consiliul Comercial al orașului îi comandă un tablou, în care înfățișează alegoria forței. După doi ani, numele său figurează deja în registrul asociației Sfântul Luca, care reunește pictorii din Florența.

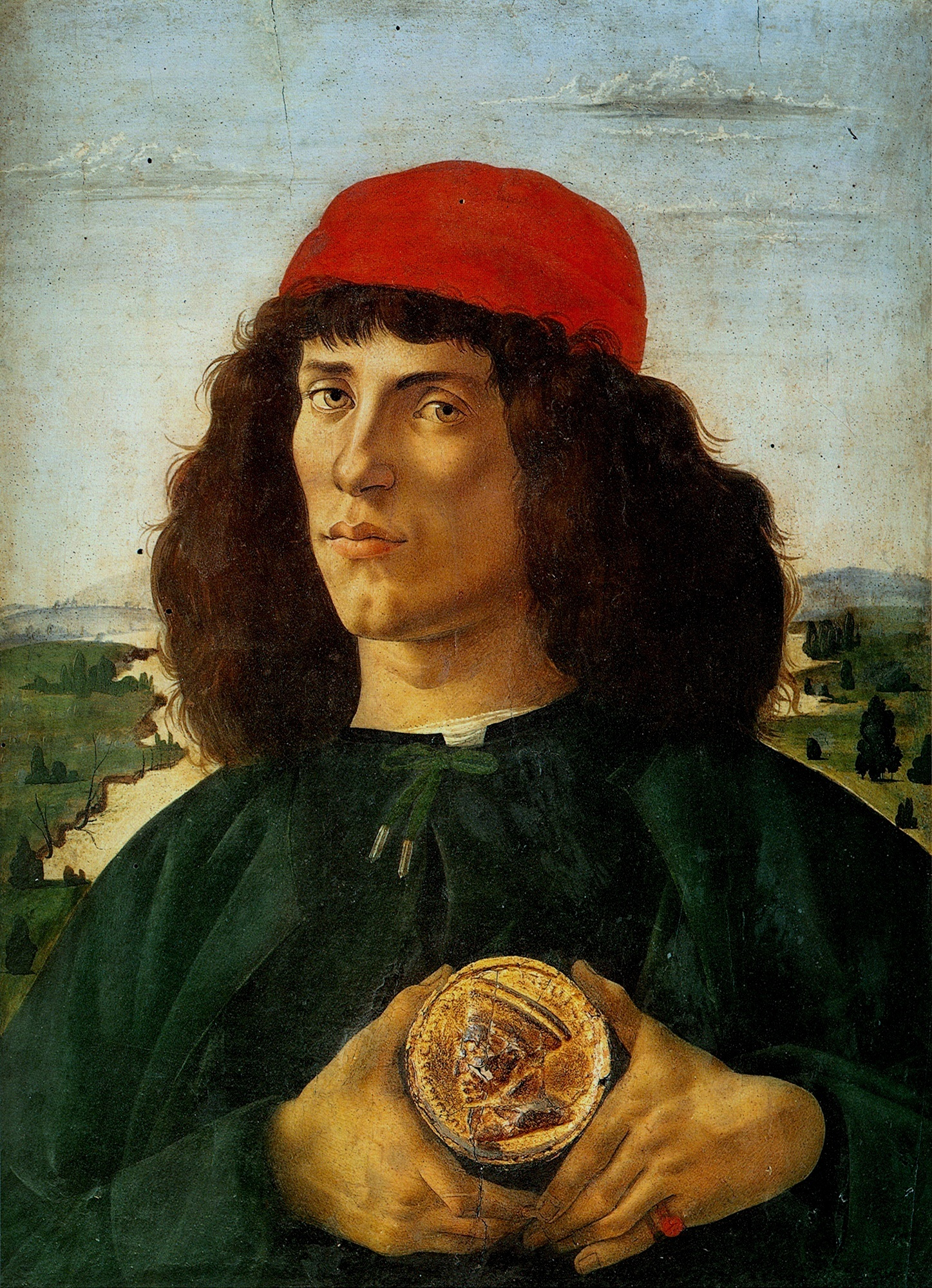
Botticelli: Tânăr cu medalie, 1474 - Galeria Uffizi, Florența

Artistul primește tot mai multe comenzi. Tânăr cu medalie (1474) este unul din cele mai cunoscute portrete ale lui Botticelli. Nu știm cine este acest bărbat, disputa istoricilor de artă nu a fost tranșată până în zilele noastre, părerea cea mai acceptată este că ar fi vorba de gravorul de medalioane Antonio Filipepi, fratele pictorului. În același an termină la Pisa frescele începute la Campo Santo de către Benozzo Gozzoli. Ca probă, a pictat în Capella dell'Incoronata a catedralei din Pisa fresca Înălțarea la cer, care s-a distrus în 1586. Un an mai târziu decorează capela bisericii Santa Maria Novella din Florența. Aici execută prima versiune a Adorației Magilor, temă ce revine de mai multe ori în creația sa. Figurile din această compoziție reprezintă cunoscute personalități ale epocii, în special membri ai familiei Medici. După 1478, legăturile artistului cu această familie devin tot mai strânse. Grație Medicilor, Botticelli pătrunde în cercurile intelectuale ale epocii, el este un om cult, citește lucrarea lui Leon Battista Alberti "Della Pittura" ("Despre pictură"), în care sunt redate preocupările pentru surprinderea mișcării răspândite în Italia de Nord la începutul secolului al XV-lea. Pasionat cititor al lui Dante Alighieri, execută ilustrații la multe cânturi din Divina Comedie.

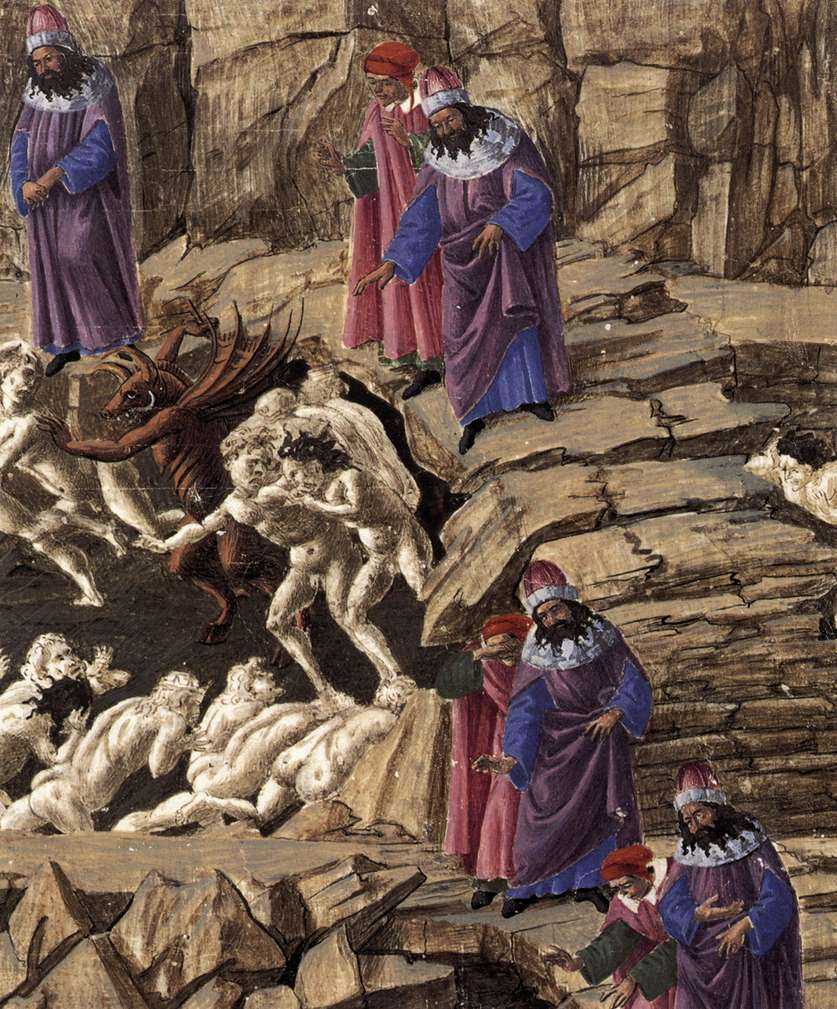
Ilustrație la Divina Comedie (1480): Infernul, Cântul al XVIII-lea

În 1481, Papa Sixtus al IV-lea îl însărcinează cu realizarea a trei fresce pentru Capela Sixtină, unde Sandro Botticelli lucrează împreună cu artiști excepționali ca Domenico Ghirlandaio, Piero del Pollaiuolo și Pietro Perugino.
După mai bine de un an, Botticelli părăsește Roma și se întoarce la Florența. Situația politică în oraș se înrăutățește, când marea familie a Medicilor - în special după moartea lui Lorenzo di Medici în 1492 - începe să piardă popularitatea și este izgonită din Florența. Conducător spiritual al orașului devine călugărul predicator, dominicanul din Ferrara, Fra Girolamo Savonarola, care combate nu numai desfrâul și modul de viață ostentativ opulent, ci și cultul antichității păgâne și, ca o consecință, arta modernă insuficient de pătrunsă de spiritualitatea creștină. Sute de tablouri, declarate indecente și provocatoare, sunt mistuite de foc, printre care și mai multe nuduri ale lui Botticelli, deși, în mod paradoxal, pictorul face parte dintre adepții fanaticului călugăr. Stilul său devine mai riguros, mai neliniștit, împărtășește și el senzația de haos și se închide în lumea propriei sensibilități. În 1501, pictează "Nașterea lui Christos", singura lui lucrare datată și semnată, "pe timpul tulburărilor din Italia", referindu-se la evenimentele ce au avut loc după moartea lui Savonarola. A murit în singurătate, la Florența, pe 17 mai 1510. Sicriul cu corpul său a fost depus în cavoul familiei din Biserica Ognissanti.

### Picturile pe teme religioase

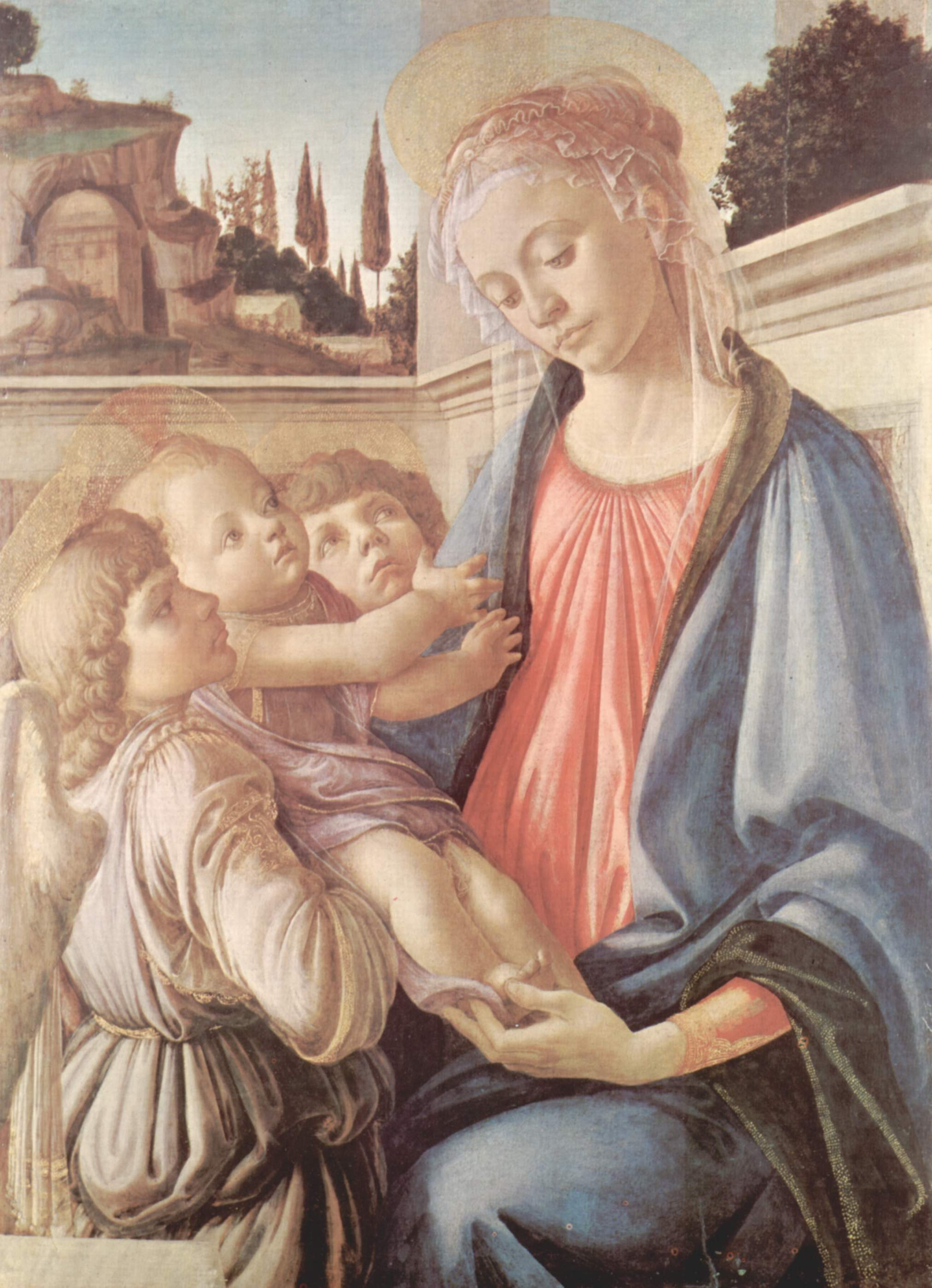
Madona cu pruncul și doi îngeri, 1469
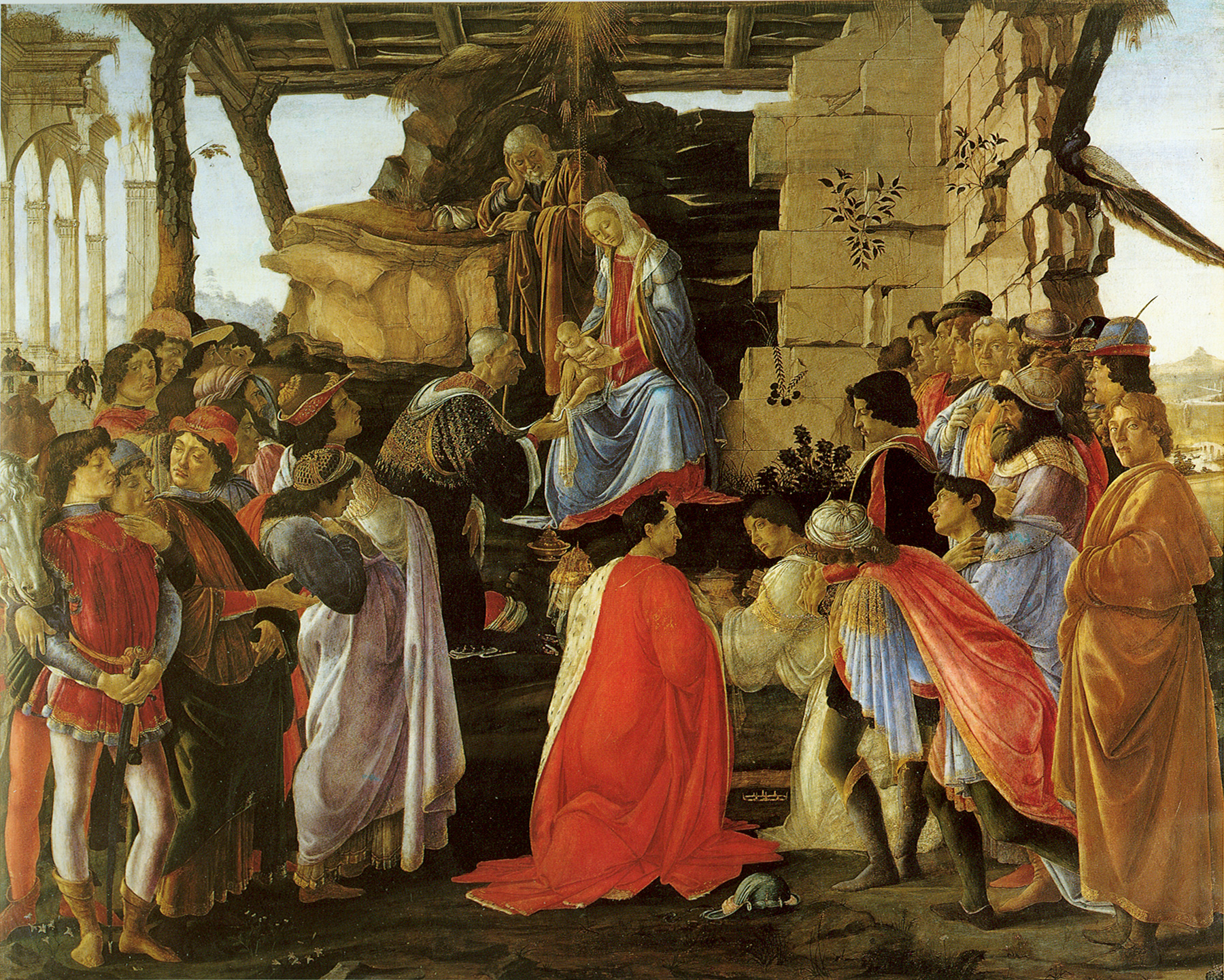
Adorația magilor, 1475
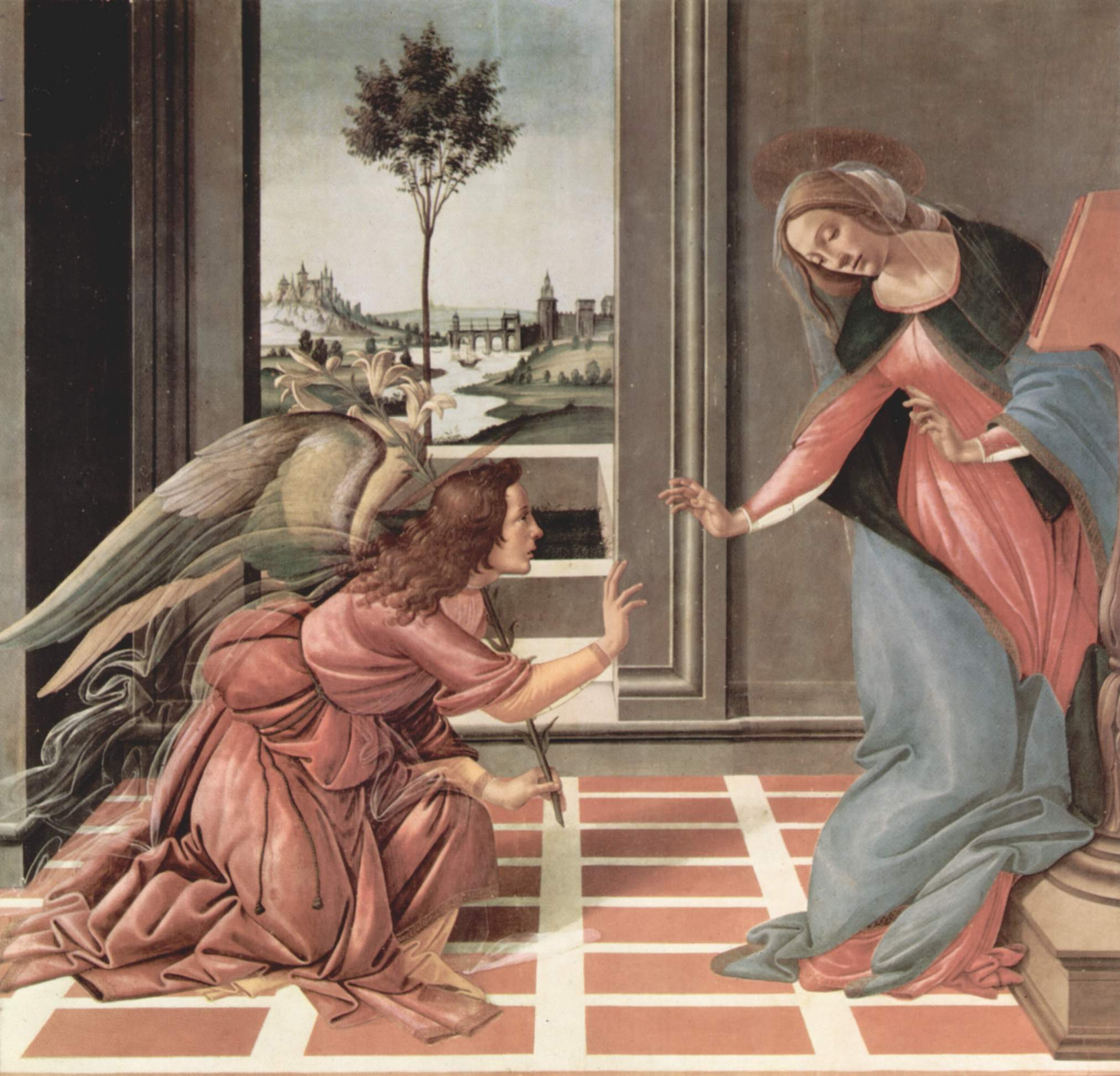
Buna Vestire, 1489
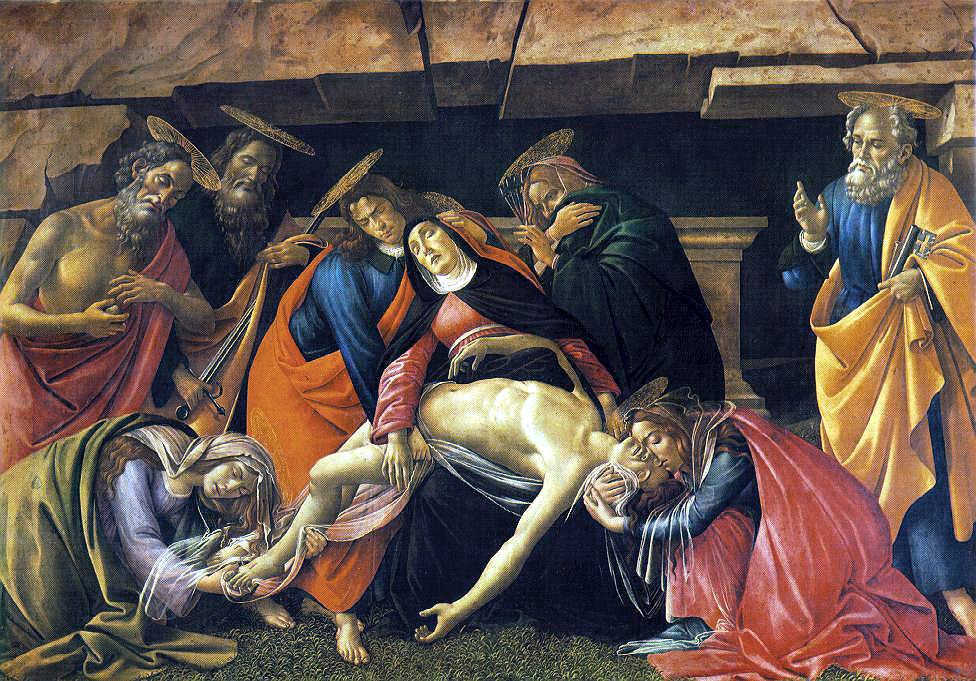
Punerea în mormânt, 1492

Operă de tinerețe a lui Botticelli, Madona cu pruncul și doi îngeri poartă semnele influenței multor maeștri, de la Fra Filippo Lippi, la Verrocchio și Antonio Pollaiuolo, marchează însă multe elemente noi în pictura religioasă. Portretul Mariei și al pruncului Iisus, de atâtea ori repetat de diverși pictori, își pierde în opera lui Botticelli seriozitatea solemnă, câștigând sinceritate și realism.
Botticelli a pictat cinci tablouri în care prezintă Adorația Magilor, cel mai cunoscut se află la Galeria Uffizi din Florența. Pictorul îi reprezintă pe toți membrii familiei Medici, precum și alte câteva personalități importante. Astfel, persoana a doua din stânga, cu pălărie roșie, este filosoful umanist Pico della Mirandola, ultimul di dreapta, în mantie portocalie, este însuși Botticelli (mărește imaginea!).
Asemenea tuturor marilor maeștri ai Renașterii italiene, și Botticelli a prelucrat tema Bunei Vestiri. Comparat însă cu alte tablouri, de exemplu al lui Fra Angelico, dispare atmosfera idilică și acceptarea cu smerenie a voinței Domnului și reflectă o tensiune aparte ce ilustrează încărcătura emoțională a scenei transmiterii mesajului divin prin intermediul Arhanghelului Gavril.
Mesajul dramatic al tabloului Punerea în mormânt oglindește ascetismul și rigoarea morală predicate de Savonarola.

### Picturi alegorice și pe teme mitologice

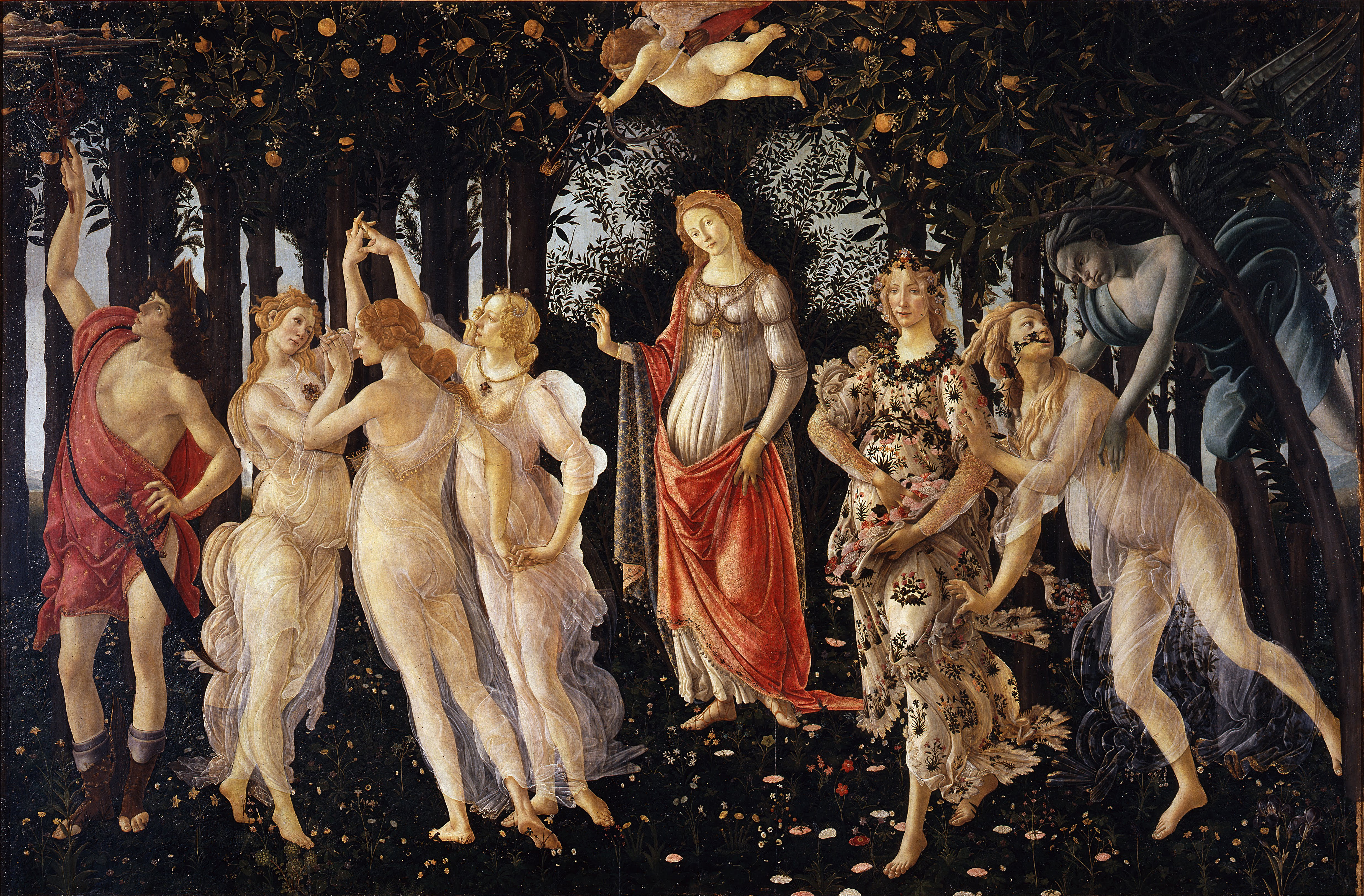
Primăvara, 1482
Nașterea lui Venus, 1482-1485
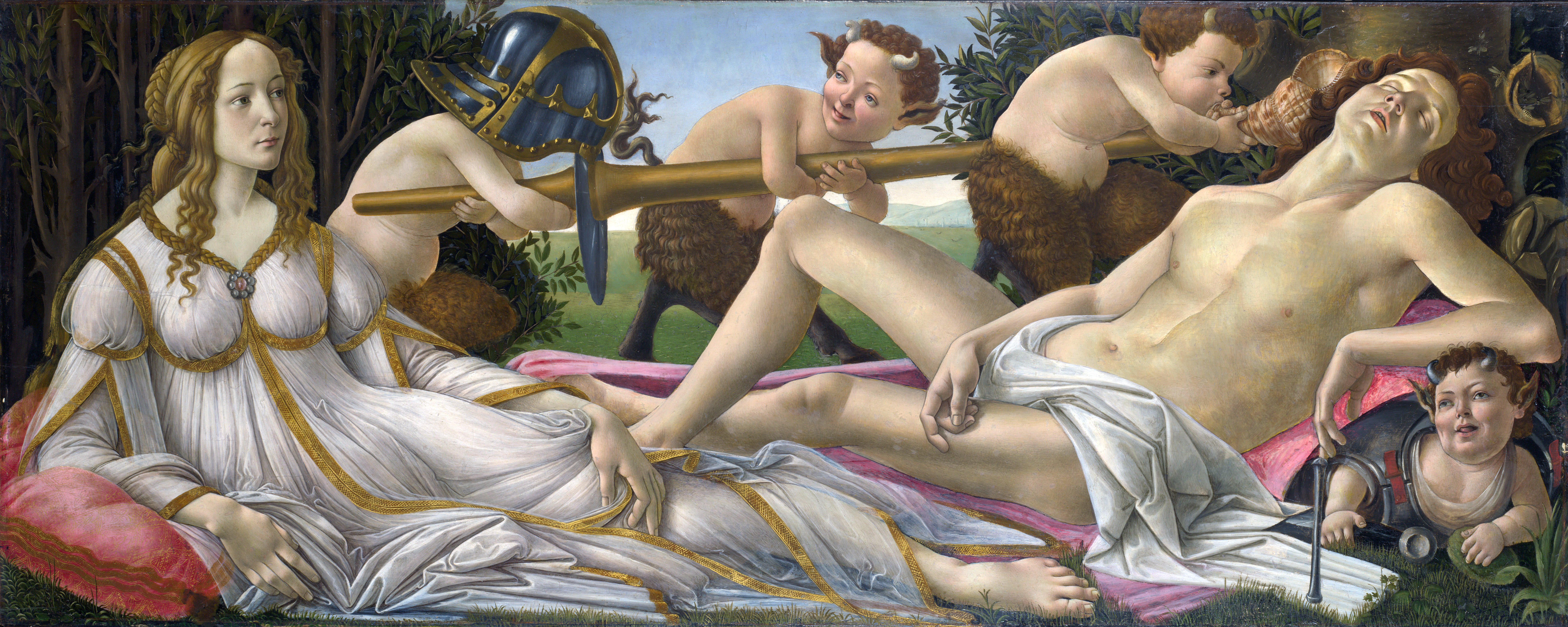
Venus și Marte, 1485-1486
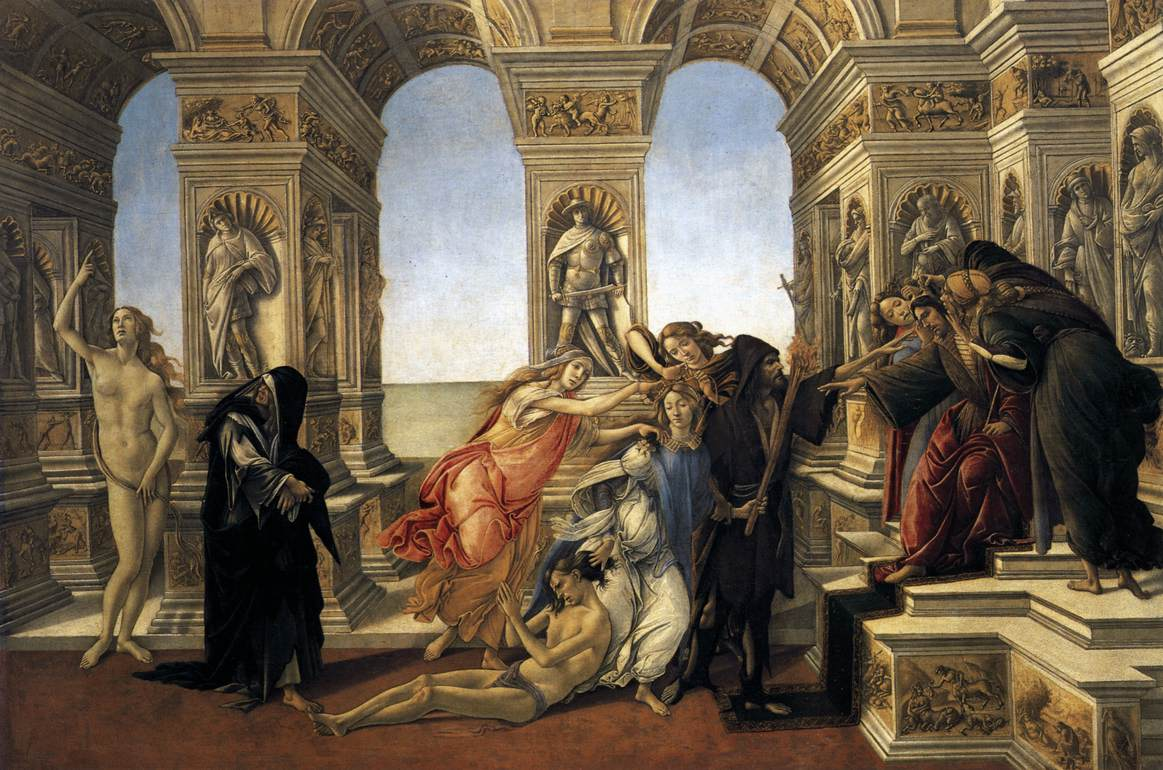
Calomnia lui Apelles, 1495

Pallas și centaurul (1482)

Compoziția Primăvara este o operă fină și complexă, care radiază frumusețe și o grație aparte. Figura centrală este Venus în jurul căreia se grupează celelale personaje: Primăvara împrăștiind flori, lângă ea Flora și Zefirul, la stânga cele Trei Grații și zeul Mercur cu caduceul, deasupra lor Cupidon. Privitorul are impresia că spațiul pictural este o scenă de teatru, foarte la modă în epoca Renașterii.
Tabloul Nașterea lui Venus, una din cele mai renumite picturi din istoria artelor, a fost realizat la comanda lui Lorenzo și Giovanni di Pierfrancesco de Medici, pentru vila lor din Castello. În această capodoperă, Botticelli acordă multă atenție zugrăvirii mișcării provocată de vânt, cascada de păr a zeiței - care parcă tocmai s-a ivit din valurile mării - e răsfirată de vânt și se termină în destrămări moi. Trupul de opal al zeiței Venus, cu albastrul cerului și turcoazul mării în fundal, este subliniat cu o tonalitate deschisă, subtil diferențiată, apropiată de auriu.
Tema tabloului Venus și Marte a fost luată, probabil, din doctrina astrologică umanistă a lui Marsilio Ficino, în care analizează relațiile de armonie și contrast ce au loc între astre. Venus este zeița iubirii și a armoniei, pe când Marte este zeul războiului. În structura compoziției putem descoperi un echilibru perfect între cele două figuri, culcate pe jumătate, în poziții aproape simetrice. Deosebit de reușit este jocul clarobscur de pe chipul lui Marte.
Tabloul intitulat Calomnia a fost inspirat de povestea pictorului grec Apelles, calomniat pe nedrept că ar fi luat parte la o conspirație împotriva regelui Filopat Ptolemaios al IV-lea. Calomnia este o operă moralizatoare, care ilustrează stilul târziu al lui Botticelli, apropiat de manierism.
Lucrările lui Botticelli pierd din popularitae în ultimii ani ai vieții sale, împinse în planul al doilea de operele lui Leonardo da Vinci, Rafael Sanzio și Michelangelo. Creația marelui maestru florentin, uitată la începutul secolului al XVI-lea, este redescoperită decenii mai târziu, când se dezvoltă stilul cunoscut sub numele de manierism. Pictorii englezi din secolul al XIX-lea - Prerafaeliții - vor fi entuziasmați de frumusețea figurilor lui Botticelli. Îi fascinează tocmai acea neliniște și melancolie pe care le vor îmbogăți în propriile lor lucrări cu romantismul caracteristic epocii lor.